# Aengus III Tuirmech Temrach
Aengus III Tuirmech Temrach („Płodny z Tary”) – legendarny zwierzchni król Irlandii z dynastii Milezjan (linia Eremona) w latach 162-130 p.n.e. Syn Eochaida VIII Ailtlethana („z Broad Joints” lub „z Broad House”), zwierzchniego króla Irlandii. 
Aengus objął, według średniowiecznej irlandzkiej legendy i historycznej tradycji, władzę po pokonaniu i zabiciu swego poprzednika i zabójcy ojca, Fergusa I Fortamaila („Silnego” lub „Walecznego”), w bitwie pod Teamhair (Tara). Są rozbieżności w źródłach, co do czasu jego rządów. Roczniki Czterech Mistrzów i Księga najazdów Irlandii („Lebor Gabála Érenn”) podały sześćdziesiąt, zaś Roczniki z Clonmacnoise trzydzieści dwa lata rządów. Gdy zmarł w Tarze, zwierzchnią władzę po nim objął bratanek, Conall I Collamrach.
Otrzymał przydomek Tuirmech z powodu swych licznych potomków, wywodzących się od jego dwóch synów: Enny Aignecha („o Doskonałej Gościnności”) i Fiachy Fermary. Pierwszy z synów, był przodkiem arcykróla Conna Stu Bitew, rodów Connachta oraz Uí Néill. Drugi zaś syn, Fiacha Fermara, był ojcem Oiliolla (Aililla) Eranna (Eranda), protoplasty Érainn, Clanna Dedad, Dál Fiatach oraz Dál Riaty. Aengus miał go spłodzić z własną córką, będąc pod wpływem alkoholu. Gdy się urodził, położył go, zawiniętego w purpurowej szacie tkaną złotą frędzlą, w łódce razem ze skarbem oraz wypuścił w stronę morza – stąd przydomek Fermara („Człowiek Morza”). Ten miał być znaleziony i wychowany przez rybaków. Jednak Duald MacFirbis (1585–1670), jeden z ostatnich dziedzicznych historyków irlandzkich, podał, że Oilioll (Ailill) Erann był tylko przybranym synem Fiachy Fermary. Prawdziwym jego ojcem miał być Oilioll (Ailill) Laobchorach, w siódmym stopniu potomek Itha, stryja Mileda.